# Mannar (distrikt)

Mannardistriktet inom Sri Lanka.

Mannar District är ett distrikt i Sri Lanka. Distriktet administrerats av ett distriktssekretariat ledd av en distriktssekreterare (tidigare regeringsagent) utsedd av Sri Lankas centralregering. Högkvarteren finns i staden Mannar. Delar av distriktet överfördes i september 1978 till det då nyskapade Mullaitivudistriktet in September 1978.